# Academia Internacional de Astronáutica
La Academia Internacional de Astronáutica o IAA, por sus siglas en inglés, es una organización no gubernamental de expertos comprometidos con la exploración del espacio. Fue establecida en Estocolmo, Suecia, el 16 de agosto de 1960.
La IAA trabaja para promover el desarrollo de la astronáutica con fines pacíficos, reconocer a las personas que han destacado en alguna rama relacionada de la ciencia o la tecnología, y proporcionar un programa a través del cual sus miembros puedan contribuir a los esfuerzos internacionales para el avance de la ciencia aeroespacial. 
La IAA trabaja en estrecha colaboración con la Federación Internacional de Astronáutica y con las agencias espaciales nacionales e internacionales. Algunas de sus actividades son la participación en el Congreso Internacional de Astronáutica celebrado anualmente, así como en numerosas conferencias regionales y especializadas.
Los inicios de la Academia estuvieron dirigidos por Theodore von Kármán, una de las figuras más importantes en el desarrollo de cohetes y el primer presidente de la IAA. Posteriormente, y hasta octubre de 2009, el presidente de la IAA fue Edward C. Stone. Desde agosto de 2009 hasta 2015 el presidente de la IAA fue G. Madhavan Nair, anteriormente presidente de la Agencia India de Investigación Espacial (ISRO). Madhavan Nair ha sido el único hindú y el primer no-estadounidense en encabezar la IAA.

## Revista
La IAA patrocina Acta Astronautica, revista mensual publicada por Elsevier Press, la cual "cubre desarrollos tecnológicos en la ciencia espacial relacionados con la exploración científica y pacífica del espacio y su explotación para el progreso y bienestar humanos, la concepción, diseño, desarrollo y operación de sistemas y terrestres".